# Superliga de India 2022-23
La Superliga de India 2022-23 fue la 9.ª edición de la Superliga de India, campeonato profesional de fútbol en la República de la India y la 1.ª como la única máxima categoría después de que la I-League se convirtiera la segunda división. La temporada comenzó el 7 de octubre de 2022 y terminó el 18 de marzo de 2023.

## Sistema de competición
La participación en la ISL estuvo cerrada a once franquicias que representaron a las ciudades más importantes del país. En la fase regular, los once equipos se enfrentaron todos contra todos en dos ocasiones —una en campo propio y otra en campo contrario— hasta sumar 22 jornadas y cada equipo jugó 20 partidos. El orden de los encuentros se decidió por sorteo antes de empezar la competición. La clasificación se estableció con arreglo a la puntuación obtenida por cada equipo al término del campeonato. Los equipos obtuvieron tres puntos por cada partido ganado, un punto por cada empate y ningún punto por los partidos perdidos. Si al finalizar el campeonato dos equipos igualaban a puntos, los mecanismos para desempatar la clasificación fueron los siguientes:
1. El que tenía una mayor diferencia entre goles a favor y en contra según el resultado de los partidos jugados entre ellos.
2. El que tenía la mayor diferencia de goles a favor teniendo en cuenta todos los obtenidos y recibidos en el transcurso de la competición.
3. El club que haya marcado más goles.

Al término de esta etapa, los 2 mejores equipos clasificaron directamente a los play-offs, mientras del 3.° a 6.° disputaron la Reclasificación. El ganador de la ronda jugó contra el ganador de la ronda regular de la temporada 2021-22 el Jamshedpur en el torneo play-off para la Liga de Campeones de la AFC 2023-24. Los play-offs se jugaron a doble partido, mientras que la reclasificación a partido único.

## Información de los equipos
| Club              | Ciudad                      | Estadio                    | Capacidad |
| ----------------- | --------------------------- | -------------------------- | --------- |
| Mohun Bagan       | Calcuta, Bengala Occidental | Estadio Mohun Bagan        | 20 000    |
| Bengaluru F. C.   | Bangalore, Karnataka        | Sree Kanteerava            | 25 000    |
| Chennaiyin F. C.  | Chennai, Tamil Nadu         | Jawaharlal Nehru (Chennai) | 26 000    |
| S. C. East Bengal | Calcuta, Bengala Occidental | Estadio East Bengal        | 25 000    |
| F. C. Goa         | Margao, Goa                 | Fatorda                    | 19 000    |
| Hyderabad F. C.   | Hyderabad, Telangana        | Estadio G.M.C. Balayogi    | 30 000    |
| Jamshedpur F. C.  | Jamshedpur, Jharkhand       | JRD Tata Sports            | 24 000    |
| Kerala Blasters   | Cochín, Kerala              | Jawaharlal Nehru (Kochi)   | 38 000    |
| Mumbai City       | Bombay, Maharastra          | Mumbai Football Arena      | 18 000    |
| NorthEast United  | Guwahati, Assam             | Indira Gandhi              | 24 000    |
| Odisha F. C.      | Bhubaneshwar, Odisha        | Estadio Kalinga            | 15 000    |

## Temporada regular

### Clasificación
| Pos. | Equipo              | Pts. | PJ | G  | E | P  | GF | GC | Dif. | Clasificación 2022-23                                      |
| ---- | ------------------- | ---- | -- | -- | - | -- | -- | -- | ---- | ---------------------------------------------------------- |
| 1    | Mumbai City         | 46   | 20 | 14 | 4 | 2  | 54 | 21 | +33  | Semifinales y play-offs por la Liga de Campeones de la AFC |
| 2    | Hyderabad           | 42   | 20 | 13 | 3 | 4  | 36 | 16 | +20  | Semifinales y play-offs por la Copa AFC                    |
| 3    | ATK Mohun Bagan (C) | 34   | 20 | 10 | 4 | 6  | 24 | 17 | +7   | Reclasificación                                            |
| 4    | Bengaluru           | 34   | 20 | 11 | 1 | 8  | 27 | 23 | +4   | Reclasificación                                            |
| 5    | Kerala Blasters     | 31   | 20 | 10 | 1 | 9  | 28 | 28 | 0    | Reclasificación                                            |
| 6    | Odisha              | 30   | 20 | 9  | 3 | 8  | 30 | 32 | −2   | Reclasificación                                            |
| 7    | Goa                 | 27   | 20 | 8  | 3 | 9  | 36 | 35 | +1   |                                                            |
| 8    | Chennaiyin          | 27   | 20 | 7  | 6 | 7  | 36 | 37 | −1   |                                                            |
| 9    | East Bengal         | 19   | 20 | 6  | 1 | 13 | 22 | 38 | −16  |                                                            |
| 10   | Jamshedpur          | 19   | 20 | 5  | 4 | 11 | 21 | 32 | −11  |                                                            |
| 11   | NorthEast United    | 5    | 20 | 1  | 2 | 17 | 20 | 55 | −35  |                                                            |

 Fuente: Indian Super League Table
Notas:
1. 1 2  Puntos en partidos directos: ATK Mohun Bagan 3, Bengaluru 3. Gol diferencia: ATK Mohun Bagan +7, Bengaluru +4.
2. 1 2  Puntos en partidos directos: Goa 3, Chennaiyin 3. Gol diferencia en partidos directos: Goa +1, Chennaiyin –1.
3. 1 2  Puntos en partidos directos: East Bengal 3, Jamshedpur 3. Gol diferencia en partidos directos: East Bengal +1, Jamshedpur –1.

### Resultados
| Local \ Visitante | ATK | BEN | CHE | EAS | GOA | HYD | JAM | KEL | MUM | NEU | ODI |
| ----------------- | --- | --- | --- | --- | --- | --- | --- | --- | --- | --- | --- |
| ATK Mohun Bagan   | —   | 1–2 | 1–2 | 2–0 | 2–1 | 1–0 | 1–0 | 2–1 | 0–1 | 2–1 | 2–0 |
| Bengaluru         | 0–1 | —   | 3–1 | 0–1 | 3–1 | 0–3 | 1–0 | 1–0 | 2–1 | 1–0 | 3–1 |
| Chennaiyin        | 0–0 | 1–1 | —   | 2–0 | 0–2 | 1–3 | 3–1 | 1–1 | 2–6 | 4–3 | 2–2 |
| East Bengal       | 0–2 | 2–1 | 0–1 | —   | 1–1 | 0–2 | 1–2 | 1–0 | 0–3 | 3–3 | 2–4 |
| Goa               | 3–0 | 0–2 | 1–2 | 4–2 | —   | 1–3 | 3–0 | 3–1 | 3–5 | 2–1 | 3–0 |
| Hyderabad         | 1–0 | 1–0 | 1–1 | 2–0 | 1–0 | —   | 2–3 | 0–1 | 3–3 | 6–1 | 1–0 |
| Jamshedpur        | 0–0 | 0–3 | 2–2 | 1–3 | 2–2 | 0–1 | —   | 0–1 | 1–2 | 1–0 | 2–3 |
| Kerala Blasters   | 2–5 | 3–2 | 2–1 | 3–1 | 3–1 | 0–1 | 3–1 | —   | 0–2 | 2–0 | 1–0 |
| Mumbai City       | 2–2 | 4–0 | 2–1 | 0–1 | 4–1 | 1–1 | 1–1 | 4–0 | —   | 4–0 | 2–0 |
| NorthEast United  | 1–0 | 1–2 | 3–7 | 1–3 | 2–2 | 0–3 | 0–2 | 0–3 | 1–3 | —   | 1–3 |
| Odisha            | 0–0 | 1–0 | 3–2 | 3–1 | 1–1 | 3–1 | 0–2 | 2–1 | 2–4 | 2–1 | —   |

## Fase final
- Los horarios corresponden al huso horario de India (UTC+05:30).

### Cuadro de desarrollo
|  | Primera ronda | Primera ronda     | Primera ronda |                 |       | Semifinales | Semifinales | Semifinales | Semifinales | Semifinales |  |   | Final     | Final | Final |  |
|  |               |                   |               |                 |       |             |             |             |             |             |  |   |           |       |       |  |
|  |               |                   |               |                 |       |             |             |             |             |             |  |   |           |       |       |  |
|  |               |                   |               |                 |       |             |             |             |             |             |  |   |           |       |       |  |
|  |               |                   |               |                 |       |             |             |             |             |             |  |   |           |       |       |  |
|  |               |                   |               |                 |       |             |             |             |             |             |  |   |           |       |       |  |
|  |               | 1                 | Mumbai City   | 0               | 2     | 2 (8)       |             |             |             |             |  |   |           |       |       |  |
|  |               |                   |               | 0               | 2     | 2 (8)       |             |             |             |             |  |   |           |       |       |  |
|  |               |                   | 4             | Bengaluru       | 1     | 1           | 2 (9)       |             |             |             |  |   |           |       |       |  |
|  | 4             | Bengaluru (t. s.) | 4             | Bengaluru       | 1     | 1           | 2 (9)       | 1           |             |             |  |   |           |       |       |  |
|  | 4             | Bengaluru (t. s.) |               |                 |       |             |             |             |             |             |  |   |           |       |       |  |
|  | 5             | Kerala Blasters   | 0             |                 |       |             |             |             |             |             |  |   |           |       |       |  |
|  | 5             | Kerala Blasters   | 0             |                 |       |             |             |             |             |             |  | 4 | Bengaluru | 2 (3) |       |  |
|  |               |                   |               |                 |       |             |             |             |             |             |  | 4 | Bengaluru | 2 (3) |       |  |
|  |               |                   | 3             | ATK Mohun Bagan | 2 (4) |             |             |             |             |             |  |   |           |       |       |  |
|  |               |                   | 3             | ATK Mohun Bagan | 2 (4) |             |             |             |             |             |  |   |           |       |       |  |
|  |               |                   |               |                 |       |             |             |             |             |             |  |   |           |       |       |  |
|  |               |                   |               |                 |       |             |             |             |             |             |  |   |           |       |       |  |
|  |               | 2                 | Hyderabad     | 0               | 0     | 0 (3)       |             |             |             |             |  |   |           |       |       |  |
|  |               |                   |               | 0               | 0     | 0 (3)       |             |             |             |             |  |   |           |       |       |  |
|  |               |                   | 3             | ATK Mohun Bagan | 0     | 0           | 0 (4)       |             |             |             |  |   |           |       |       |  |
|  | 3             | ATK Mohun Bagan   | 3             | ATK Mohun Bagan | 0     | 0           | 0 (4)       | 2           |             |             |  |   |           |       |       |  |
|  | 3             | ATK Mohun Bagan   |               |                 |       |             |             |             |             |             |  |   |           |       |       |  |
|  | 6             | Odisha            | 0             |                 |       |             |             |             |             |             |  |   |           |       |       |  |
|  | 6             | Odisha            | 0             |                 |       |             |             |             |             |             |  |   |           |       |       |  |
|  |               |                   |               |                 |       |             |             |             |             |             |  |   |           |       |       |  |

### Primera ronda
| 3 de marzo de 2023                  | Bengaluru   | 1 – 0 (t. s.) | Kerala Blasters | Estadio Sree Kanteerava, Bangalore                       |                                                          |
| 19:30                               | Chhetri 96' | Reporte       |                 | Asistencia: 20 301 espectadores Árbitro(s): Crystal John | Asistencia: 20 301 espectadores Árbitro(s): Crystal John |
| Bengaluru avanzó a las semifinales. |             |               |                 |                                                          |                                                          |

| 4 de marzo de 2023                        | ATK Mohun Bagan              | 2 – 0   | Odisha | Estadio Salt Lake, Calcuta                                    |                                                               |
| 19:30                                     | - Boumous 36' - Petratos 58' | Reporte |        | Asistencia: 35 256 espectadores Árbitro(s): Rahul Kumar Gupta | Asistencia: 35 256 espectadores Árbitro(s): Rahul Kumar Gupta |
| ATK Mohun Bagan avanzó a las semifinales. |                              |         |        |                                                               |                                                               |

### Semifinales
| Ida; 7 de marzo de 2023 | Mumbai City | 0 – 1   | Bengaluru   | Mumbai Football Arena, Bombay                                    |                                                                  |
| 19:30                   |             | Reporte | Chhetri 78' | Asistencia: 6124 espectadores Árbitro(s): Ramachandran Venkatesh | Asistencia: 6124 espectadores Árbitro(s): Ramachandran Venkatesh |

| Vuelta; 12 de marzo de 2023 | Bengaluru                                                                                | 1 – 2 (t. s.)(9 – 8 p.)(Global 2 – 2) | Mumbai City                                                                            | Estadio Sree Kanteerava, Bangalore                            |                                                               |
| 19:30                       | Hernández 22'                                                                            | Reporte                               | - Bipin 31' - Mehtab 66'                                                               | Asistencia: 21 901 espectadores Árbitro(s): Rahul Kumar Gupta | Asistencia: 21 901 espectadores Árbitro(s): Rahul Kumar Gupta |
|                             |                                                                                          | Tiros desde el punto penal            |                                                                                        |                                                               |                                                               |
|                             | - Hernández - Krishna - Alan Costa - Chhetri - Pérez - Prabir - Rohit - Suresh - Jhingan |                                       | - Stewart - Pereyra Díaz - Chhangte - Jahouh - Rahul - Vikram - M. Fall - Rai - Mehtab |                                                               |                                                               |

| Ida; 9 de marzo de 2023 | Hyderabad | 0 – 0   | ATK Mohun Bagan | Estadio Gachibowli Athletic, Hyderabad                   |                                                          |
| 19:30                   |           | Reporte |                 | Asistencia: 12 926 espectadores Árbitro(s): Harish Kundu | Asistencia: 12 926 espectadores Árbitro(s): Harish Kundu |

| Vuelta; 13 de marzo de 2023 | ATK Mohun Bagan                                | 0 – 0 (t. s.)(4 – 3 p.)(Global 0 – 0) | Hyderabad                                         | Estadio Salt Lake, Calcuta                                                  |                                                                             |
| 19:30                       |                                                | Reporte                               |                                                   | Asistencia: 52 507 espectadores Árbitro(s): Coimbatore Ramaswamy Srikrishna | Asistencia: 52 507 espectadores Árbitro(s): Coimbatore Ramaswamy Srikrishna |
|                             |                                                | Tiros desde el punto penal            |                                                   |                                                                             |                                                                             |
|                             | - Petratos - Gallego - Manvir - Hamill - Kotal |                                       | - João Victor - Siverio - Ogbeche - Danu - Reagan |                                                                             |                                                                             |

### Final
| 18 de marzo de 2023 | ATK Mohun Bagan                      | 2 – 2 (t. s.)(4 – 3 p.)    | Bengaluru                                          | Estadio Fatorda, Margao                                  |                                                          |
| 19:30               | Petratos 14' (pen.), 85' (pen.)      | Reporte                    | - Chhetri 45+4' (pen.) - Krishna 78'               | Asistencia: 11 879 espectadores Árbitro(s): Harish Kundu | Asistencia: 11 879 espectadores Árbitro(s): Harish Kundu |
|                     |                                      | Tiros desde el punto penal |                                                    |                                                          |                                                          |
|                     | - Petratos - Liston - Kiyan - Manvir |                            | - Alan Costa - Krishna - Ramires - Chhetri - Pérez |                                                          |                                                          |

|                                     |
| Bandera de la India                 |
| Campeón ATK Mohun Bagan 1.er título |

## Play-offs para competiciones AFC 2023-24
- Los horarios corresponden al huso horario de India (UTC+05:30).

### Fase de grupos de la Liga de Campeones de la AFC
| 4 de abril de 2023 | Jamshedpur | 1 – 3   | Mumbai City                                      | Payyanad Stadium, Manjeri                                        |                                                                  |
| 20:30              | Sabiá 80'  | Reporte | - Jahouh 53' (pen.) - Noguera 70' - Vikram 90+4' | Asistencia: 4423 espectadores Árbitro(s): Ramachandran Venkatesh | Asistencia: 4423 espectadores Árbitro(s): Ramachandran Venkatesh |

### Fase de grupos de la Copa AFC
| 29 de abril de 2023 | Gokulam Kerala | 1 – 3   | Odisha                        | EMS Stadium, Kozhikode                                             |                                                                    |
| 19:00               | Noor 36'       | Reporte | Maurício 18', 32', 53' (pen.) | Asistencia: 500 espectadores Árbitro(s): Tejas Visvasrao Nagvenkar | Asistencia: 500 espectadores Árbitro(s): Tejas Visvasrao Nagvenkar |

### Ronda de play-off de la Copa AFC
| 3 de mayo de 2023 | Hyderabad                                    | 1 – 1 (t. s.)(1 – 3 p.)    | ATK Mohun Bagan                        | EMS Stadium, Kozhikode                                          |                                                                 |
| 19:00             | Chianese 44'                                 | Reporte                    | Petratos 20'                           | Asistencia: 750 espectadores Árbitro(s): Ramachandran Venkatesh | Asistencia: 750 espectadores Árbitro(s): Ramachandran Venkatesh |
|                   |                                              | Tiros desde el punto penal |                                        |                                                                 |                                                                 |
|                   | - João Victor - Tavora - Chianese - Onaindia |                            | - Petratos - McHugh - Colaco - Nassiri |                                                                 |                                                                 |

## Goleadores
| Pos. | Jugador               | Equipo          | Goles |
| ---- | --------------------- | --------------- | ----- |
| 1    | Cleiton Silva         | East Bengal     | 12    |
| 1    | Diego Maurício        | Odisha          | 12    |
| 3    | Jorge Pereyra Díaz    | Mumbai City     | 11    |
| 3    | Iker Guarrotxena      | Goa             | 11    |
| 5    | Lallianzuala Chhangte | Mumbai City     | 10    |
| 5    | Bartholomew Ogbeche   | Hyderabad       | 10    |
| 5    | Dimitrios Diamantakos | Kerala Blasters | 10    |
| 5    | Dimitri Petratos      | ATK Mohun Bagan | 10    |